# コロナ狂騒録
『コロナ狂騒録』（コロナきょうそうろく）は、2021年9月に宝島社より刊行された、海堂尊の長編小説。田口・白鳥シリーズ。

## 概要
コロナ禍をテーマとする「東城大学医学部付属病院」が舞台の『田口・白鳥シリーズ』である。コロナ三部作の第2作。

## ストーリー
コロナ禍から一年。東城大学医学部付属病院で院内クラスターが発生する。

## 書籍情報
- 単行本：『コロナ狂騒録』、2021年9月3日発売[1]、宝島社、ISBN 978-4-299-01939-4
- 文庫本：『コロナ狂騒録 2021五輪の饗宴』、2022年7月6日発売[2]、宝島社文庫、ISBN 978-4-299-03157-0